# بیمارستان شهدای خلیج فارس (بوشهر)
بیمارستان شهدای خلیج فارس واقع در استان بوشهر، شهرستان بوشهر بیمارستانی است آموزشی و درمانی وابسته به دانشگاه علوم پزشکی بوشهر با ۲۸۰ تخت ثابت که در سال ۱۳۹۱ خورشیدی در زمینی به مساحت ۶۷ هزار مترمربع و زیربنای بیش از ۲۴ هزار مترمربع تأسیس گردید. این بیمارستان که یکی از پیشرفته‌ترین مراکز درمانی ایران است در تاریخ ۱۳۹۱/۰۸/۲۱ توسط معاون ریاست جمهوری و وزیر بهداشت وقت افتتاح گردید.در تاسیس این بیمارستان آقای علی افراشته استاندار وقت بوشهر پیگیری و رایزنیهای موثر و مستمری انجام داد .
هم‌اکنون این بیمارستان دارای بخش‌های داخلی مردان، داخلی زنان، اورژانس بزرگسالان،اورژانس کودکان فیزیوتراپی، جراحی زنان، جراحی مردان، نوزادان، اتاق عمل، ICU داخلی، ICU جراحی، ICU نوزادان، سی‌سی‌یو، کودکان و دیگر واحدهای پاراکلینیکی و درمانگاهی می‌باشد.